# Antonio Carrera Morán
Antonio Carrera Morán o Antonio Carrera, «el joven», en portugués António Carreira Mourão o António Carreira, «o moço», (¿?, siglo XVI – Santiago de Compostela, 12 de marzo de 1637) fue un maestro de capilla y compositor portugués del Renacimento.
Antonio Carrera Morán también es conocido como Antonio Carrera «el joven» para distinguirlo mejor del también compositor António Carreira, «el viejo», que probablemente sería su tío o, posiblemente, su abuelo.

## Vida
Se sabe que Carrera Morán era licenciado, quizás por la Universidad de Coimbra o la de Évora. Se le concedió la vicaría de San Vitorino.
Reemplazó, a partir del 6 de mayo de 1606, a Lourenço Ribeiro como maestro de capilla de la Catedral de Braga. Años más tarde, el 2 de julio de 1613, ocupó el cargo equivalente en la Catedral de Santiago de Compostela, sucediendo a Pedro Periáñez. Ocupó este cargo hasta su muerte el 12 de marzo de 1637, siendo reemplazado por Jerónimo Vicente.
Tuvo cinco hijos, todos religiosos excepto el mayor. Uno de ellos también se llamaría António Carreira.

## Obra
Las obras de Carrera Morán se guardaron en la famosa biblioteca musical del rey Juan IV de Portugal, que desapareció en el terremoto de Lisboa de 1755. Es posible que fuese el autor de Arte de cantochao [Arte de canto llano] (Coímbra, 1617).
De Carrera Morán sólo se conservan dos motetes, preservados en la Catedral de Santiago de Compostela:  Iste cognovit justitiam y Petre, ego te rogavi. Uno es un ejemplo temprano del uso del acompañamiento de arpa como un bajo continuo.